# Raymond Basset
Denis Raymond Basset Sablon:Wzülhal olimpiai ezüstérmes francia kötélhúzó.
Az 1900. évi nyári olimpiai játékokon kötélhúzásban ezüstérmes lett egy Nemzetközi Csapat ellen, melyet svédek és dánok alkottak.